# Cantón de Vinça
El cantón de Vinça era una división administrativa francesa, que estaba situada en el departamento de Pirineos Orientales y la región de Languedoc-Rosellón.

## Composición
El cantón estaba formado por dieciocho comunas:
- Baillestavy
- Boule-d'Amont
- Bouleternère
- Casefabre
- Espira-de-Conflent
- Estoher
- Finestret
- Glorianes
- Ille-sur-Têt
- Joch
- Marquixanes
- Montalba-le-Château
- Prunet-et-Belpuig
- Rigarda
- Rodès
- Saint-Michel-de-Llotes
- Valmanya
- Vinça

## Supresión del cantón de Vinça
En aplicación del Decreto n.º 2014-262 de 26 de febrero de 2014, el cantón de Vinça fue suprimido el 22 de marzo de 2015 y sus 18 comunas pasaron a formar parte; dieciséis del nuevo cantón de Canigó y dos del nuevo cantón de Valle del Têt.